# Parafia Bożego Narodzenia w Rudzie Śląskiej Halembie
Parafia Bożego Narodzenia w Halembie – parafia w dekanacie Kochłowice w archidiecezji katowickiej. Została erygowana 5 czerwca 1980 roku.